# 20 kilomètres marche
Le 20 kilomètres marche est une épreuve de marche athlétique consistant à parcourir la distance de 20 km, généralement sur un circuit sur route. Les concurrents ne doivent jamais courir, c'est-à-dire qu'un pied au moins doit être en permanence en contact avec le sol, sous peine d'être disqualifié par les juges après deux avertissements. 
Cette épreuve est disputée pour la première fois aux Jeux olympiques en 1956 pour les hommes, et en 2000 pour les femmes.
Les records du monde de la discipline sont actuellement détenus par le Japonais Yūsuke Suzuki, auteur de 1 h 16 min 36 s le 15 mars 2015 à Nomi, au Japon, et chez les femmes par la Chinoise Yang Jiayu qui établit le temps de 1 h 23 min 49 s le 20 mars 2021 à Huangshan, en Chine.

## Records

### Records du monde
| Genre  | Performance     | Athlète       | Date         | Lieu      |
| ------ | --------------- | ------------- | ------------ | --------- |
| Hommes | 1 h 16 min 36 s | Yūsuke Suzuki | 15 mars 2015 | Nomi      |
| Femmes | 1 h 23 min 49 s | Yang Jiayu    | 20 mars 2021 | Huangshan |

### Records continentaux
| Continent                                                 | Hommes          | Hommes              | Hommes    | Femmes          | Femmes                   | Femmes    |
| Continent                                                 | Temps           | Athlète             | Nation    | Temps           | Athlète                  | Nation    |
| --------------------------------------------------------- | --------------- | ------------------- | --------- | --------------- | ------------------------ | --------- |
| Afrique (records)                                         | 1 h 18 min 23 s | Samuel Gathimba     | Kenya     | 1 h 30 min 40 s | Grace Wanjiru            | Kenya     |
| Asie (records)                                            | 1 h 16 min 36 s | Yūsuke Suzuki       | Japon     | 1 h 23 min 49 s | Yang Jiayu               | Chine     |
| Europe (records)                                          | 1 h 17 min 2 s  | Yohann Diniz        | France    | 1 h 25 min 8 s  | Vera Sokolova            | Russie    |
| Amérique du Nord, Amérique centrale et Caraïbes (records) | 1 h 17 min 46 s | Julio René Martínez | Guatemala | 1 h 26 min 17 s | María Guadalupe González | Mexique   |
| Océanie (records)                                         | 1 h 17 min 33 s | Nathan Deakes       | Australie | 1 h 27 min 9 s  | Jemima Montag            | Australie |
| Amérique du Sud (records)                                 | 1 h 17 min 21 s | Jefferson Pérez     | Équateur  | 1 h 25 min 29 s | Glenda Morejón           | Équateur  |

## Statistiques

### Dix meilleures performances de tous les temps
| Rang | Temps           | Athlète                    | Lieu      | Date              |
| 1    | 1 h 16 min 36 s | Yūsuke Suzuki              | Nomi      | 15 mars 2015      |
| 2    | 1 h 16 min 43 s | Sergey Morozov             | Saransk   | 8 juin 2008       |
| 3    | 1 h 16 min 51 s | Koki Ikeda                 | Kobe      | 18 février 2024   |
| 4    | 1 h 16 min 54 s | Wang Kaihua                | Huangshan | 20 mars 2021      |
| 5    | 1 h 17 min 2 s  | Yohann Diniz               | Arles     | 8 mars 2015       |
| 6    | 1 h 17 min 15 s | Toshikazu Yamanishi        | Nomi      | 17 mars 2019      |
| 7    | 1 h 17 min 16 s | Vladimir Kanaykin          | Saransk   | 29 septembre 2007 |
| 8    | 1 h 17 min 20 s | Toshikazu Yamanishi        | Kobe      | 21 février 2021   |
| 9    | 1 h 17 min 21 s | Jefferson Pérez            | Paris     | 23 août 2003      |
| 10   | 1 h 17 min 22 s | Francisco Javier Fernández | Turku     | 28 avril 2002     |

| Rang | Temps           | Athlète             | Lieu        | Date            |
| 1    | 1 h 23 min 39 s | Elena Lashmanova    | Tcheboksary | 9 juin 2018     |
| 2    | 1 h 23 min 49 s | Yang Jiayu          | Huangshan   | 20 mars 2021    |
| 3    | 1 h 24 min 27 s | Liu Hong            | Huangshan   | 20 mars 2021    |
| 4    | 1 h 24 min 31 s | Elena Lashmanova    | Sotchi      | 18 février 2019 |
| 4    | 1 h 24 min 31 s | Elvira Chepareva    | Sotchi      | 27 février 2024 |
| 6    | 1 h 24 min 38 s | Liu Hong            | La Corogne  | 6 juin 2015     |
| 7    | 1 h 24 min 45 s | Qieyang Shenjie     | Huangshan   | 20 mars 2021    |
| 8    | 1 h 24 min 47 s | Elmira Alembekova   | Sotchi      | 27 février 2015 |
| 8    | 1 h 24 min 47 s | Reykhan Kagramanova | Sotchi      | 27 février 2024 |
| 10   | 1 h 24 min 50 s | Olimpiada Ivanova   | Adler       | 4 mars 2001     |

### Meilleurs performeurs de l'histoire
| Rang | Temps           | Athlète                    | Lieu      | Date              |
| 1    | 1 h 16 min 36 s | Yūsuke Suzuki              | Nomi      | 15 mars 2015      |
| 2    | 1 h 16 min 43 s | Sergey Morozov             | Saransk   | 8 juin 2008       |
| 3    | 1 h 16 min 51 s | Koki Ikeda                 | Kobe      | 18 février 2024   |
| 4    | 1 h 16 min 54 s | Wang Kaihua                | Huangshan | 20 mars 2021      |
| 5    | 1 h 17 min 2 s  | Yohann Diniz               | Arles     | 8 mars 2015       |
| 6    | 1 h 17 min 15 s | Toshikazu Yamanishi        | Nomi      | 17 mars 2019      |
| 7    | 1 h 17 min 16 s | Vladimir Kanaykin          | Saransk   | 29 septembre 2007 |
| 8    | 1 h 17 min 21 s | Jefferson Pérez            | Paris     | 23 août 2003      |
| 9    | 1 h 17 min 22 s | Francisco Javier Fernández | Turku     | 28 avril 2002     |
| 10   | 1 h 17 min 23 s | Vladimir Stankin           | Adler     | 8 février 2004    |

| Rang | Temps           | Athlète             | Lieu        | Date            |
| 1    | 1 h 23 min 39 s | Elena Lashmanova    | Tcheboksary | 9 juin 2018     |
| 2    | 1 h 23 min 49 s | Yang Jiayu          | Huangshan   | 20 mars 2021    |
| 3    | 1 h 24 min 27 s | Liu Hong            | Huangshan   | 20 mars 2021    |
| 4    | 1 h 24 min 31 s | Elvira Chepareva    | Sotchi      | 27 février 2024 |
| 5    | 1 h 24 min 45 s | Qieyang Shenjie     | Huangshan   | 20 mars 2021    |
| 6    | 1 h 24 min 47 s | Elmira Alembekova   | Sotchi      | 27 février 2015 |
| 6    | 1 h 24 min 47 s | Reykhan Kagramanova | Sotchi      | 27 février 2024 |
| 8    | 1 h 24 min 50 s | Olimpiada Ivanova   | Adler       | 4 mars 2001     |
| 9    | 1 h 24 min 56 s | Olga Kaniskina      | Adler       | 28 février 2009 |
| 10   | 1 h 25 min 3 s  | Marina Novikova     | Sotchi      | 27 février 2015 |

### Meilleures performances mondiales de l'année
Source : Statistics Handbook Oregon22.
| Année | Temps             | Athlète                    | Nationalité          | Lieu        |
| ----- | ----------------- | -------------------------- | -------------------- | ----------- |
| 1970  | 1 h 25 min 50 s 0 | Peter Frenkel              | Allemagne de l'Est   |             |
| 1971  | 1 h 25 min 52 s 0 | Yevgeniy Ivchenko          | Union soviétique     |             |
| 1972  | 1 h 24 min 50 s   | Paul Nihill                | Royaume-Uni          |             |
| 1973  | 1 h 25 min 21 s   | Karl-Heinz Stadtmüller     | Allemagne de l'Est   |             |
| 1974  | 1 h 24 min 45 s 0 | Bernd Kannenberg           | Allemagne de l'Ouest |             |
| 1975  | 1 h 26 min 3 s    | Daniel Bautista            | Mexique              |             |
| 1976  | 1 h 23 min 40 s   | Daniel Bautista            | Mexique              |             |
| 1977  | 1 h 23 min 31 s 9 | Daniel Bautista            | Mexique              |             |
| 1978  | 1 h 23 min 12 s   | Roland Wieser              | Allemagne de l'Est   |             |
| 1979  | 1 h 20 min 6 s 8  | Daniel Bautista            | Mexique              |             |
| 1980  | 1 h 19 min 35 s   | Domingo Colin              | Mexique              |             |
| 1981  | 1 h 21 min 39 s   | Dave Smith                 | Australie            |             |
| 1982  | 1 h 21 min 36 s   | Willi Sawall               | Australie            |             |
| 1983  | 1 h 19 min 30 s   | Jozef Pribilinec           | Tchécoslovaquie      |             |
| 1984  | 1 h 18 min 40 s 0 | Ernesto Canto              | Mexique              |             |
| 1985  | 1 h 19 min 52 s   | Dave Smith                 | Australie            |             |
| 1986  | 1 h 19 min 52 s   | Reima Salonen              | Finlande             |             |
| 1987  | 1 h 19 min 12 s   | Axel Noack                 | Allemagne de l'Est   |             |
| 1988  | 1 h 19 min 8 s    | Mikhail Shchennikov        | Union soviétique     |             |
| 1989  | 1 h 18 min 54 s   | Yauhen Misyulya            | Union soviétique     |             |
| 1990  | 1 h 18 min 13 s   | Pavol Blažek               | Tchécoslovaquie      |             |
| 1991  | 1 h 18 min 58 s   | Aleksandr Pershin          | Union soviétique     |             |
| 1992  | 1 h 18 min 35 s 2 | Stefan Johansson           | Suède                |             |
| 1993  | 1 h 19 min 39 s   | Bernardo Segura            | Mexique              |             |
| 1994  | 1 h 17 min 25 s 6 | Bernardo Segura            | Mexique              |             |
| 1995  | 1 h 18 min 32 s   | Vladimir Andreev           | Russie               |             |
| 1996  | 1 h 18 min 18 s   | Yauhen Misyulya            | Biélorussie          |             |
| 1997  | 1 h 18 min 24 s   | Jefferson Pérez            | Équateur             |             |
| 1998  | 1 h 18 min 40 s   | Vladimir Andreev           | Russie               |             |
| 1999  | 1 h 17 min 46 s   | Julio Martínez             | Guatemala            |             |
| 2000  | 1 h 17 min 46 s   | Roman Rasskazov            | Russie               | Moscou      |
| 2001  | 1 h 18 min 05 s   | Dmitriy Yesipchuk          | Russie               | Adler       |
| 2002  | 1 h 17 min 22 s   | Francisco Javier Fernández | Espagne              | Turku       |
| 2003  | 1 h 17 min 21 s   | Jefferson Pérez            | Équateur             | Paris       |
| 2004  | 1 h 17 min 23 s   | Vladimir Stankin           | Russie               | Adler       |
| 2005  | 1 h 17 min 33 s   | Nathan Deakes              | Australie            | Cixi        |
| 2006  | 1 h 18 min 17 s   | Li Gaobo                   | Chine                | Yangzhou    |
| 2007  | 1 h 17 min 16 s   | Vladimir Kanaykin          | Russie               | Saransk     |
| 2008  | 1 h 16 min 43 s   | Sergey Morozov             | Russie               | Saransk     |
| 2009  | 1 h 17 min 38 s   | Valeriy Borchin            | Russie               | Adler       |
| 2010  | 1 h 18 min 24 s   | Alex Schwazer              | Italie               | Lugano      |
| 2011  | 1 h 18 min 30 s   | Wang Zhen                  | Chine                | Taicang     |
| 2012  | 1 h 17 min 36 s   | Wang Zhen                  | Chine                | Taicang     |
| 2013  | 1 h 18 min 34 s   | Yūsuke Suzuki              | Japon                | Nomi        |
| 2014  | 1 h 18 min 17 s   | Yūsuke Suzuki              | Japon                | Kobe        |
| 2015  | 1 h 16 min 36 s   | Yūsuke Suzuki              | Japon                | Nomi        |
| 2016  | 1 h 18 min 26 s   | Eiki Takahashi             | Japon                | Kobe        |
| 2017  | 1 h 17 min 54 s   | Wang Kaihua                | Chine                | Huangshan   |
| 2018  | 1 h 17 min 25 s   | Sergey Shirobokov          | Russie               | Tcheboksary |
| 2019  | 1 h 17 min 15 s   | Toshikazu Yamanishi        | Japon                | Nomi        |
| 2020  | 1 h 17 min 36 s   | Toshikazu Yamanishi        | Japon                | Kobe        |
| 2021  | 1 h 16 min 54 s   | Wang Kaihua                | Chine                | Huangshan   |
| 2022  | 1 h 17 min 47 s   | Vasiliy Mizinov            | Russie               | Sotchi      |
| 2023  | 1 h 17 min 32 s   | Álvaro Martín              | Espagne              | Budapest    |

| Année | Temps           | Athlète            | Nationalité                 | Lieu         |
| ----- | --------------- | ------------------ | --------------------------- | ------------ |
| 1987  | 1 h 32 min 51 s | Kerry Saxby        | Australie                   |              |
| 1988  | 1 h 29 min 40 s | Kerry Saxby        | Australie                   |              |
| 1989  | 1 h 31 min 59 s | Olga Kardopoltseva | Union soviétique            |              |
| 1990  | 1 h 30 min 42 s | Olga Kardopoltseva | Union soviétique            |              |
| 1991  | 1 h 32 min 38 s | Marina Smyslova    | Union soviétique            |              |
| 1992  | 1 h 31 min 58 s | Tamara Romanova    | Équipe unifiée de l’ex-URSS |              |
| 1993  | 1 h 31 min 53 s | Ileana Salvador    | Italie                      |              |
| 1994  | 1 h 31 min 56 s | Yelena Gruzinova   | Russie                      |              |
| 1995  | 1 h 27 min 30 s | Liu Hongyu         | Chine                       |              |
| 1996  | 1 h 29 min 15 s | Feng Haixia        | Chine                       |              |
| 1997  | 1 h 28 min 13 s | Erica Alfridi      | Italie                      |              |
| 1998  | 1 h 29 min 53 s | Tatyana Sibileva   | Russie                      |              |
| 1999  | 1 h 27 min 30 s | Nadezhda Ryashkina | Russie                      |              |
| 2000  | 1 h 25 min 18 s | Tatyana Gudkova    | Russie                      | Moscou       |
| 2001  | 1 h 24 min 50 s | Olimpiada Ivanova  | Russie                      | Adler        |
| 2002  | 1 h 26 min 42 s | Olimpiada Ivanova  | Russie                      | Munich       |
| 2003  | 1 h 26 min 22 s | Yelena Nikolayeva  | Russie                      | Tcheboksary  |
| 2004  | 1 h 26 min 46 s | Song Hongjuan      | Chine                       | Guangzhou    |
| 2005  | 1 h 25 min 41 s | Olimpiada Ivanova  | Russie                      | Helsinki     |
| 2006  | 1 h 26 min 02 s | Olga Kaniskina     | Russie                      | Adler        |
| 2007  | 1 h 26 min 47 s | Olga Kaniskina     | Russie                      | Saransk      |
| 2008  | 1 h 25 min 11 s | Olga Kaniskina     | Russie                      | Adler        |
| 2009  | 1 h 24 min 56 s | Olga Kaniskina     | Russie                      | Adler        |
| 2010  | 1 h 25 min 11 s | Anisya Kirdyapkina | Russie                      | Sotchi       |
| 2011  | 1 h 25 min 08 s | Vera Sokolova      | Russie                      | Sotchi       |
| 2012  | 1 h 25 min 16 s | Qieyang Shenjie    | Russie                      | Londres      |
| 2013  | 1 h 26 min 00 s | Vera Sokolova      | Russie                      | Sotchi       |
| 2014  | 1 h 26 min 31 s | Anisya Kirdyapkina | Russie                      | Taicang      |
| 2015  | 1 h 24 min 38 s | Liu Hong           | Chine                       | La Corogne   |
| 2016  | 1 h 24 min 58 s | Elena Lashmanova   | Russie                      | Tcheboksary  |
| 2017  | 1 h 25 min 18 s | Elena Lashmanova   | Russie                      | Sotchi       |
| 2018  | 1 h 23 min 39 s | Elena Lashmanova   | Russie                      | Tcheboksary  |
| 2019  | 1 h 24 min 31 s | Elena Lashmanova   | Russie                      | Sotchi       |
| 2020  | 1 h 26 min 43 s | Elvira Khasanova   | Russie                      | Sotchi       |
| 2021  | 1 h 23 min 49 s | Yang Jiayu         | Chine                       | Huangshan    |
| 2022  | 1 h 26 min 12 s | Elvira Chepareva   | Russie                      | Tcheliabinsk |
| 2023  | 1 h 25 min 30 s | María Pérez        | Espagne                     | Cordoue      |

## Palmarès olympique et mondial
| Compétition   | Hommes               | Femmes               |
| ------------- | -------------------- | -------------------- |
| Jeux 1956     | Leonid Spirin        |                      |
| Jeux 1960     | Volodymyr Holubnychy |                      |
| Jeux 1964     | Ken Matthews         |                      |
| Jeux 1968     | Volodymyr Holubnychy |                      |
| Jeux 1972     | Peter Frenkel        |                      |
| Jeux 1976     | Daniel Bautista      |                      |
| Jeux 1980     | Maurizio Damilano    |                      |
| Mondiaux 1983 | Ernesto Canto        |                      |
| Jeux 1984     | Ernesto Canto        |                      |
| Mondiaux 1987 | Maurizio Damilano    |                      |
| Jeux 1988     | Jozef Pribilinec     |                      |
| Mondiaux 1991 | Maurizio Damilano    |                      |
| Jeux 1992     | Daniel Plaza         |                      |
| Mondiaux 1993 | Valentí Massana      |                      |
| Mondiaux 1995 | Michele Didoni       |                      |
| Jeux 1996     | Jefferson Pérez      |                      |
| Mondiaux 1997 | Daniel García        |                      |
| Mondiaux 1999 | Ilya Markov          | Liu Hongyu           |
| Jeux 2000     | Robert Korzeniowski  | Wang Liping          |
| Mondiaux 2001 | Roman Rasskazov      | Olimpiada Ivanova    |
| Mondiaux 2003 | Jefferson Pérez      | Yelena Nikolayeva    |
| Jeux 2004     | Ivano Brugnetti      | Athanasía Tsoumeléka |
| Mondiaux 2005 | Jefferson Pérez      | Olimpiada Ivanova    |
| Mondiaux 2007 | Jefferson Pérez      | Olga Kaniskina       |
| Jeux 2008     | Valeriy Borchin      | Olga Kaniskina       |
| Mondiaux 2009 | Valeriy Borchin      | Olive Loughnane      |
| Mondiaux 2011 | Valeriy Borchin      | Liu Hong             |
| Jeux 2012     | Chen Ding            | Elena Lashmanova     |
| Mondiaux 2013 | Aleksandr Ivanov     | Elena Lashmanova     |
| Mondiaux 2015 | Miguel Ángel López   | Liu Hong             |
| Jeux 2016     | Wang Zhen            | Liu Hong             |
| Mondiaux 2017 | Éider Arévalo        | Yang Jiayu           |
| Mondiaux 2019 | Toshikazu Yamanishi  | Liu Hong             |
| Jeux 2020     | Massimo Stano        | Antonella Palmisano  |
| Mondiaux 2022 | Toshikazu Yamanishi  | Kimberly García      |
| Mondiaux 2023 | Álvaro Martín        | María Pérez          |